# Isla del Congreso
Isla del Congreso är en ö i Spanien. Den ligger i den södra delen av landet, 600 km söder om huvudstaden Madrid. Arean är 0,27 kvadratkilometer. Ön är del i ögruppen Islas Chafarinas som omfattar även öarna Isla de Isabel II och Isla del Rey, ögruppen är en Plazas de soberanía.
Terrängen på Isla del Congreso är platt. Öns högsta punkt är 101 meter över havet. Den sträcker sig 1,0 kilometer i nord-sydlig riktning, och 0,5 kilometer i öst-västlig riktning.